# Men in Black II
Men in Black II (MIIB) är en amerikansk långfilm som hade biopremiär i USA den 3 juli 2002, i regi av Barry Sonnenfeld, med Tommy Lee Jones, Will Smith, Rip Torn och Lara Flynn Boyle i rollerna. Filmen baseras på ett seriealbum av Lowell Cunningham och är uppföljare till Men in Black som släpptes 1997.

## Handling
Organisationen "Men in Black" har som mål att aktivt undanhålla bevis för att rymdvarelser verkligen finns och besöker jorden. Men in Black-byggnaden tas över av onda rymdvarelser ledda av den ondskefulla Kylothian-drottningen Serleena (Lara Flynn Boyle) som planerar att ta över hela universum. Agenten J (Will Smith) lyckas ta sig undan, men nu behöver han hjälp från sin tidigare kollega, den pensionerade agenten K (Tommy Lee Jones)

## Om filmen
Sångaren Michael Jackson dyker upp i en liten cameoroll där han vill börja arbeta för Men in Black som Agent M, men de nekar honom med motivering att de inte tar in utomjordingar inom organisationen.
Matthew McGrory har också spelat med i filmen som en lång utomjording som statist. 

## Rollista
| Tommy Lee Jones   | – Kevin Brown/Agent K |
| Will Smith        | – Agent J             |
| Lara Flynn Boyle  | – Drottning Serleena  |
| Johnny Knoxville  | – Scrad/Charlie       |
| Rosario Dawson    | – Laura Vasquez       |
| Tony Shalhoub     | – Jack Jeebs          |
| Patrick Warburton | – Agent T             |
| Jack Kehler       | – Ben                 |
| Rip Torn          | – Zed                 |
| David Cross       | – Newton              |
| Martin Klebba     | – Utomjordiskt barn   |
| Michael Jackson   | – Agent M             |
| Peter Graves      | – sig själv           |

### Fotnoter
1. ↑  ”Men in Black II” (på engelska). Box Office Mojo. 3 juli 2002. http://www.boxofficemojo.com/movies/?id=meninblack2.htm. Läst 10 september 2016.